# Dany Brillant

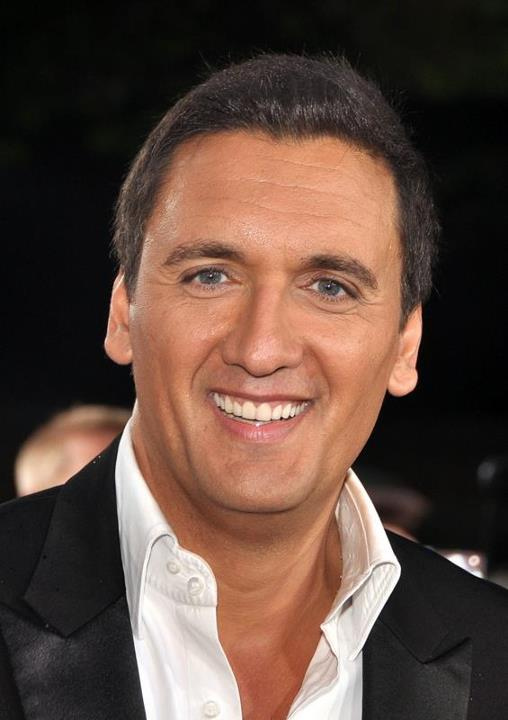
Dany Brillant (2012)

Dany Brillant (* 28. Dezember 1965 in Tunis; eigentlicher Name Daniel Cohen) ist ein französischer Sänger.

## Leben
1966 zog er mit seinen Eltern in die Nähe von Paris. Er brachte sich selbst das Gitarrenspiel bei, nachdem er im Alter von 14 Jahren von seinem Großvater seine erste Gitarre erhalten hatte. Nach dem Abitur 1982 begann er ein Medizinstudium, das er aber 1986 aufgab, um in einem Kabarett im Pariser Stadtteil Saint-Germain-des-Prés auftreten zu können. Im folgenden Jahr begann er eine Schauspielausbildung. 1990 bekam er bei Warner einen Vertrag für die Produktion von drei Alben, das erste erschien 1991. Im darauffolgenden Jahr gelang ihm der Durchbruch mit seinem ersten großen Erfolg, dem Song Suzette, der auf dem dritten Platz der französischen Charts landete. 1997 folgten Auftritte im legendären Olympia in Paris und 1999 ein Auftritt mit Céline Dion im Stade de France.

## Stil
Dany Brillant ist ein Vertreter des französischen Chansons bei dem sich stilistische Einflüsse der Musik der Swing Bands, des Rock ’n’ Roll der 1950er Jahre, der italienischen Popmusik, des Salsa und der jüdischen Folklore finden. Er produziert häufig Coverversionen bekannter internationaler Künstler.

## Diskografie

### Alben
| Jahr | Titel                                               | Höchstplatzierung, Gesamtwochen, AuszeichnungChartplatzierungen (Jahr, Titel, Platzierungen, Wochen, Auszeichnungen, Anmerkungen) | Höchstplatzierung, Gesamtwochen, AuszeichnungChartplatzierungen (Jahr, Titel, Platzierungen, Wochen, Auszeichnungen, Anmerkungen) | Höchstplatzierung, Gesamtwochen, AuszeichnungChartplatzierungen (Jahr, Titel, Platzierungen, Wochen, Auszeichnungen, Anmerkungen) | Anmerkungen                                                      |
| Jahr | Titel                                               | FR | BEW | CH | Anmerkungen                                                      |
| ---- | --------------------------------------------------- | --- | --- | --- | ---------------------------------------------------------------- |
| 1991 | C’est ça qui est bon                                | FR101 Platin · (1 Wo.)FR | — | — | Erstveröffentlichung: 25. November 1991 Charteinstieg in FR 2002 |
| 1996 | Havana                                              | FR10 Platin · (19 Wo.)FR | — | — | Erstveröffentlichung: 24. April 1996                             |
| 1999 | Nouveau jour                                        | FR19 Gold · (17 Wo.)FR | — | — | Erstveröffentlichung: 20. April 1999                             |
| 2001 | Dolce Vita                                          | FR9 Platin · (73 Wo.)FR | BEW14 Gold · (31 Wo.)BEW | — | Erstveröffentlichung: 8. Oktober 2001                            |
| 2004 | Jazz … A la Nouvelle-Orléans                        | FR5 ×2Doppelgold · (64 Wo.)FR | BEW9 (31 Wo.)BEW | — | Erstveröffentlichung: 13. April 2004                             |
| 2005 | Casino                                              | FR11 (22 Wo.)FR | BEW28 (13 Wo.)BEW | — | Erstveröffentlichung: 16. Mai 2005                               |
| 2007 | Histoire d’un Amour                                 | FR3 Platin · (73 Wo.)FR | BEW6 (56 Wo.)BEW | CH44 (6 Wo.)CH | Erstveröffentlichung: 30. April 2007                             |
| 2007 | Viens danser                                        | FR83 (8 Wo.)FR | — | — | Charteinstieg in FR 2009                                         |
| 2009 | Puerto Rico                                         | FR2 ×2Doppelplatin · (60 Wo.)FR                                                                                                   | BEW10 (23 Wo.)BEW | CH93 (1 Wo.)CH | Erstveröffentlichung: 5. Oktober 2009                            |
| 2012 | Viens à Saint-Germain                               | FR25 Gold · (15 Wo.)FR | BEW15 (25 Wo.)BEW | — | Erstveröffentlichung: 2. Juli 2012                               |
| 2012 | Tant qu’il y aura des femmes – l’intégrale          | FR38 (1 Wo.)FR | — | — | Charteinstieg in FR 2014                                         |
| 2014 | Le dernier romantique                               | FR5 Gold · (29 Wo.)FR | BEW6 (45 Wo.)BEW | — | Erstveröffentlichung: 13. Oktober 2014                           |
| 2018 | Rock and Swing                                      | FR10 (20 Wo.)FR | BEW9 (37 Wo.)BEW | CH64 (3 Wo.)CH | Erstveröffentlichung: 2. Februar 2018                            |
| 2020 | Dany Brillant chante Charles Aznavour – La Bohème   | FR16 Gold · (21 Wo.)FR | BEW13 (28 Wo.)BEW | — | Erstveröffentlichung: 16. Oktober 2020                           |
| 2021 | Dany Brillant chante Charles Aznavour en duo        | FR— GoldFR | BEW4 (22 Wo.)BEW | — | Erstveröffentlichung: 8. Oktober 2021                            |
| 2021 | Dany Brillant chante Charles Aznavour – L’intégrale | — | BEW114 (1 Wo.)BEW | — |                                                                  |
| 2024 | Seventies                                           | — | BEW130 (… Wo.)BEW | — | Erstveröffentlichung: 27. September 2024                         |

grau schraffiert: keine Chartdaten aus diesem Jahr verfügbar
Weitere Alben
- 1993: C’est toi (FR: ×2Doppelgold )
- 2001: Dany Brillant Best Of (FR: Gold)

### Singles
| Jahr | Titel Album                                              | Höchstplatzierung, Gesamtwochen, AuszeichnungChartplatzierungen (Jahr, Titel, Album, Platzierungen, Wochen, Auszeichnungen, Anmerkungen) | Höchstplatzierung, Gesamtwochen, AuszeichnungChartplatzierungen (Jahr, Titel, Album, Platzierungen, Wochen, Auszeichnungen, Anmerkungen) | Höchstplatzierung, Gesamtwochen, AuszeichnungChartplatzierungen (Jahr, Titel, Album, Platzierungen, Wochen, Auszeichnungen, Anmerkungen) | Anmerkungen                      |
| Jahr | Titel Album                                              | FR | BEW | CH | Anmerkungen                      |
| ---- | -------------------------------------------------------- | --- | --- | --- | -------------------------------- |
| 1992 | Suzette C’est ça qui est bon                             | FR3 Silber · (23 Wo.)FR | — | — |                                  |
| 1992 | Y’a qu’les filles qui m’intéressent C’est ça qui est bon | FR40 (6 Wo.)FR | — | — |                                  |
| 1996 | Quand je vois tes yeux Havana                            | FR21 (12 Wo.)FR | — | — |                                  |
| 2000 | Dieu (Remix) –                                           | FR65 (7 Wo.)FR | — | — |                                  |
| 2002 | Tant qu’il y aura des femmes Dolce Vita                  | FR47 (11 Wo.)FR | — | — |                                  |
| 2002 | Tu vuo’ fa l’americano Dolce Vita                        | FR65 (11 Wo.)FR | — | — |                                  |
| 2013 | La belle vie –                                           | FR95 (2 Wo.)FR | — | — | mit Damien Sargue & Roch Voisine |

grau schraffiert: keine Chartdaten aus diesem Jahr verfügbar

## Auszeichnungen für Musikverkäufe
| Goldene Schallplatte - Türkei - 2008: für das Album Histoire D’un Amour / Viens Danser | Platin-Schallplatte - Frankreich - 2005: für das Videoalbum Jazz... De St-Germain-Des-Prés A La Nouvelle-Orléans |

Anmerkung: Auszeichnungen in Ländern aus den Charttabellen bzw. Chartboxen sind in ebendiesen zu finden.
| Land/RegionAuszeichnungen für Musikverkäufe (Land/Region, Auszeichnungen, Verkäufe, Quellen) | Silber  | Gold       | Platin     | Verkäufe  | Quellen                     |
| -------------------------------------------------------------------------------------------- | ------- | ---------- | ---------- | --------- | --------------------------- |
| Belgien (BRMA)                                                                               | —       | Gold1      | —          | 15.000    | ultratop.be                 |
| Frankreich (SNEP)                                                                            | Silber1 | 10× Gold10 | 7× Platin7 | 2.245.000 | infodisc.fr snepmusique.com |
| Türkei (Mü-YAP)                                                                              | —       | Gold1      | —          | 5.000     | Einzelnachweise             |
| Insgesamt                                                                                    | Silber1 | 12× Gold12 | 7× Platin7 |           |                             |